# Michaël N’dri
Michaël N’dri (* 1. November 1984 in Salon-de-Provence) ist ein ehemaliger französischer Fußballspieler.

## Karriere
Das Fußballspielen lernte Michaël N’dri beim FC Salon de Provence und Val Durance Fa. Seinen ersten Vertrag unterschrieb er 2003 beim FC Sète. Hier spielte er auch zwei Jahre. 2007 wechselte er zu Sporting Charleroi. 2008 war seine erste Auslandsstation. Ihn zog es in die Vereinigten Arabischen Emirate, wo er sich dem al-Ittihad Kalba SC anschloss. Der Verein ist in Kalba beheimatet. 2010 wechselte er nach Dubai, um dort für den Dubai SC aufzulaufen. 2011 ging er nach Katar. Hier spielte er von 2011 bis 2012 für al-Sailiya, einem Verein der in Doha beheimatet ist. 2012 bis 2016 spielte er wieder in den Vereinigten Arabischen Emiraten. Hier lief er für 61 Mal für al-Shaab, einem Verein aus Schardscha, auf. In Thailand, beim thailändischen Spitzenclub Muangthong United, unterschrieb er 2016 einen Einjahresvertrag. Nach 27 Spielen und 8 Toren in der Thai League wechselte er 2017 zum Ligakonkurrenten Police Tero FC. Ende 2018 musste er mit Police den Weg in die Zweitklassigkeit antregen. Für Police absolvierte er 57 Erstligaspiele. Im Januar 2019 zog es ihn nach Hongkong, wo er einen Vertrag beim Lee Man FC unterschrieb. 2019 gewann er mit dem Verein den Sapling Cup. Das Endspiel gegen den Yuen Long FC gewann man mit 3:2. Für Lee Man stand er 22-mal in der ersten Liga auf dem Spielfeld. Im Frühjahr 2021 beendete der Stürmer seine aktive Karriere.

## Erfolge
Muangthong United
- Thailändischer Meister: 2016
- Thailändischer Ligapokalsieger: 2016

Lee Man FC
- Sapling Cupsieger: 2018/19